# 細竜目
細竜目（さいりゅうもく、学名: Microsauria）は、古生代石炭紀後期からペルム紀前期（約2億6,000万-3億4,000万年前）に、北アメリカとヨーロッパに生息していた空椎亜綱に属する絶滅両生類のグループ。学名は「小さなトカゲ」の意。ムカシヤセイモリ目ともいう。

## 特徴
非常に多様なグループで、成体になっても外鰓と側線を有する完全水生種、トカゲに似た完全陸生種、長い胴体と短い足を持つ地中生と思われる種を含む。
欠脚目のように四肢を欠く種はなく、ネクトリド目のように尾が泳ぎに適して側偏したりもしない。
骨格は原始的な爬虫類と見分けがたいが、以下の特徴がある。
- 脊椎の構造は他の空椎亜綱と同じく糸巻き状に特殊化した側心椎であり、爬虫類とは大きく異なる。種によっては脊椎が側心椎だけでなく、胴部に間心椎が残っているものもある。これは他の空椎亜綱には見られない特徴である。
- 前足は基本的に他の両生類と同じく4本指である。
- 側頭部は、爬虫類が複数の骨板で構成されているのに対し、本目では1枚の骨に覆われている。より進歩した種では、現生の有尾目のようにそれに深い切れ込みが入っている。

## 系統
この目の起源ははっきりしないが、同じく空椎亜綱に分類されるネクトリド目・欠脚目といくつかの類似性が見られる。しかし、これが進化上の近縁関係によるものか、単に体が小さいことから来る平行進化の結果なのかはよくわからない。
また現生両生類の有尾目・無足目との共通点も見られ、これらの祖先であると考える説も強いが、化石上の証拠は全く見つかっていない。 

## 下位分類
- オドンテルペトン Odonterpeton
- ヒノプレシオン Hyloplesion
- ミクロブラキス Microbrachis
- ウタヘルペトン Utaherpeton
- トゥディタヌス形類 Tuditanomorpha'
  - パンティルス科 Pantylidae
  - トゥディタヌス科 Tuditanidae
  - ハプシドパレイオン科 Hapsidopareiontidae
  - ギヌナルトゥルス科 Gymnarthridae
  - オストドレピス科 Ostodolepididae
  - トリヘカトン科 Trihecatontidae
  - ゴニオリンクス科 Goniorhynchidae
  - ブラキステレクス科 Brachystelechidae